# Liste des ambassadeurs canadiens aux Nations unies
Liste des ambassadeurs canadiens aux Nations unies.
| Ambassadeur                  | Début du mandat | Fin du mandat |
| ---------------------------- | --------------- | ------------- |
| Le général Andrew McNaughton | janvier 1948    | décembre 1949 |
| John W. Holmes               | janvier 1950    | juin 1950     |
| R.G. Riddell                 | juin 1950       | juin 1951     |
| David M. Johnson             | novembre 1951   | août 1955     |
| R.A. Mackay                  | août 1955       | novembre 1957 |
| Charles S.A. Ritchie         | janvier 1958    | février 1962  |
| Paul Tremblay                | juillet 1962    | juin 1966     |
| George Ignatieff             | juillet 1966    | février 1969  |
| Yvon Beaulne                 | février 1969    | juin 1972     |
| Saul F. Rae                  | juillet 1972    | juillet 1976  |
| William H. Barton            | août 1976       | avril 1980    |
| Michel Dupuy                 | avril 1980      | mai 1981      |
| Gérard Pelletier             | mai 1981        | août 1984     |
| Stephen Lewis                | août 1984       | août 1988     |
| Yves Fortier                 | août 1988       | décembre 1991 |
| Louise Fréchette             | janvier 1992    | décembre 1994 |
| Robert Fowler                | janvier 1995    | août 2000     |
| Paul Heinbecker              | août 2000       | janvier 2004  |
| Allan Rock                   | janvier 2004    | juin 2006     |
| John McNee                   | juillet 2006    | juillet 2011  |
| Guillermo Rishchynski (en)   | août 2011       | novembre 2015 |
| Marc-André Blanchard         | avril 2016      | juillet 2020  |
| Bob Rae                      | juillet 2020    |               |